# David Codey
Pas d'image ? Cliquez ici

b Matchs officiels uniquement.
Dernière mise à jour le 7 février 2024.
 David Codey, né le 7 juillet 1957 à Sydney, est un ancien joueur de rugby à XV qui a joué avec l'équipe d'Australie. Il évoluait au poste de troisième ligne aile. 

## Carrière

### En équipe nationale
Il a eu sa première sélection avec l'équipe d'Australie le 31 juillet 1983 contre l'Argentine. Son dernier test match fut contre les All Blacks, le 25 juillet 1987.
Il a disputé quatre matchs de la Coupe du monde 1987.

## Statistiques
- Nombre de test matchs avec l'Australie : 13 (dont une fois comme capitaine)